# 전을
전을(중국어 간체자: 钱乙, 정체자: 錢乙, 병음: Qián Yǐ, 1032년 ~ 1113년)은 중국 송나라의 소아과 학자이다. 60년 동안 소아과 의사로 종사하여 어린아이에게 흔히 볼 수 있는 질병의 예방과 치료를 발전시켰다.
전을은 고방(古方)을 시대에 맞게 새롭게 만드는 것과 신방(新方)을 처음 만드는 데에 뛰어났다. 전을이 사망한 이후에 그의 치료법이 염효충(閻孝忠)에 의해 《소아약증직결》로 엮어져 편찬되었다. 이 책은 어린이의 질병을 치료한 의료 기록 23칙이 꼼꼼하게 정리되어 있으며 1114년부터 편집하여 1119년에 책이 되어 나왔고 이후 소아학 발전에 큰 영향을 미쳤다.